# Terchová
Terchová (Hongaars: Terhely) is een Slowaakse gemeente in de regio Žilina, en maakt deel uit van het district Žilina.
Terchová telt 4.076 inwoners.

## Geboren
- Róbert Boženík (18 november 1999), voetballer

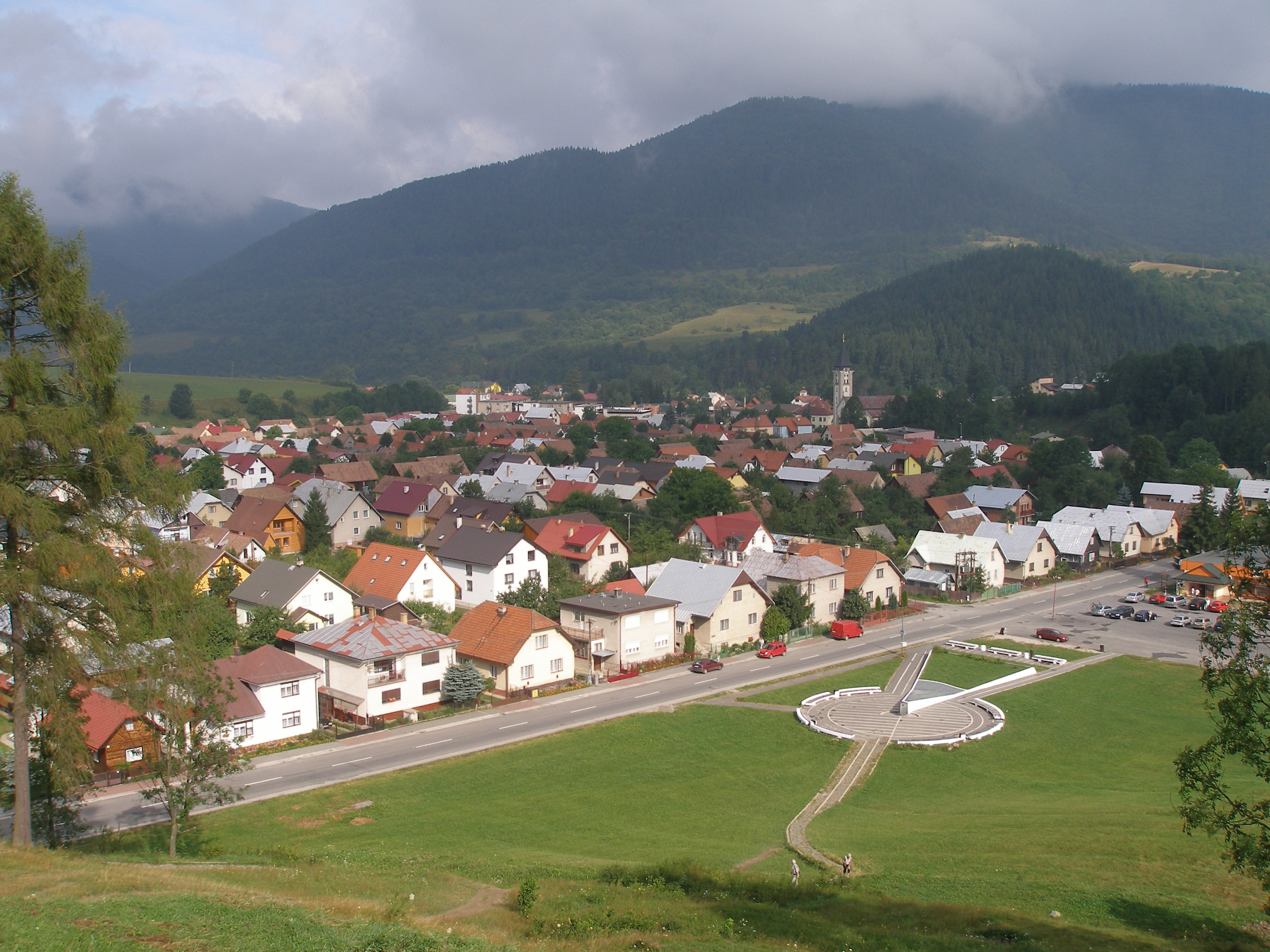
Terchová